# Аксаков, Александр Петрович
Алекса́ндр Петро́вич Акса́ков (17 (29) января 1850, село Юдинки, Алексинского уезда, Тульской губернии — не ранее 1917, Петроград) — публицист, литератор.
Сын председателя Алексинской уездной земской управы. Брат Н. П. Аксакова, дальний родственник С. Т., И. С. и К. С. Аксаковых.
Псевдонимы: А--в, А.

## Биография
После 1867 жил в Москве. На службе с 1877. Служил в тюремных отделениях Ярославского (1896—1901) и Виленского (1902—04) губернских правлений (в Ярославле организовал артели трудовой помощи для опустившихся людей, а в Вильно бюро арестантского труда, колонию трудовой помощи для освобожденных). С мая 1904 служил в Государственном контроле младшим ревизором (Петербург). Опираясь на собственный служебный опыт, он предложил ряд реформ в тюремном ведомстве, осуществленных в незначительной части. Несомненное «исправляющее воздействие» оказывала на многих преступников сама личность Аксакова, его нравственный облик. Умер в 1917 году, был холост.

## Литературная деятельность
В печати выступил в 1903, как публицист со статьёй «Труд как орудие нравственного возрождения» («Тюремный вестник», № 5, 6). Аксаков особенно интересовался способами исправления «преступивших», считая главным среди них «труд на благо людей или во имя бога».  Первые же опубликованные литературные опыты Аксакова — рассказ «Искра добра» и повесть «Вепренские турки» («Сборник молодых писателей», СПб., 1905) посвящены человеческому бескорыстию и самопожертвованию.
Как своеобразный публицист и литературный деятель Аксаков сформировался к 1910. Вокруг издаваемых им сборников «Братская жизнь» (в. 1 — 6, СПб., 1910—11) сгруппировались известные публицисты и мыслители начала века: Н. Д. Кузнецов (автор книги «Русская художественная литература в отношении к вопросам религии», Сергиев-Посад, 1910), М. А. Новосёлов (работы о христианской этике, редактор сборника «Григорий Распутин и мистическое распутство», М., 1912), Н. М. Соловьёв (исследователь взаимоотношения науки и религии), А. А. Папков (труды о древне-русской общине), И. В. Никаноров (в т. ч. статьи о славянофильстве), общественный деятель Ф. Д. Самарин (племянник Ю. Ф. Самарина), ученый А. А. Тихомиров. В сборниках печатались произведения брата и сестры Аксакова (Ф. П. Аксаков и П. П. Квашнина-Самарина).
Многие публикации посвящались проблеме практического воплощения религиозно-нравственного идеалов по примеру Крестовоздвиженского трудового братства, организованного в г. Глухов во 2-й половине XIX в. подвижником Н. Н. Неплюевым. Второе религиозно-общественное издание, возглавляемое Аксаковым, — журнал «Зерна» (П., 1916—17; приложение к «Тюремному вест.»). В нём печатались стихи А. С. Рославлева, Г. В. Иванова, проза С. И. Гусева-Оренбургского.
В собственных сочинениях, особенно в рассказе «Чистые сердцем» («Братская жизнь», 1910, в. 1), повесть «Желанная» (там же, в. 5) и «Нелюбый» («Народная мысль», 1912, № 4), в стихах (опубликованы в «Братской жизни» и «Зернах»), в статьях («Призыв», «Сила созидающая и животворящая», «Чистая радость»), Аксаков стремился запечатлеть добрые духовные и нравственные проявления обыденной русской жизни: слияние с «миротворной» природой, следование велениям сердца, а не «хитроумного» рассудка, душевный покой, религиозно-патриархальные традиции, считая хранителем идеальных начал семью.

## Другие произведения
- «Как мышка зайчат спасла» (сказка, М.— П., [б. г.])
- «Отмена крепостного права на Руси. 1861 — 1911» (СПб.. 1911)
- «Высший подвиг» (СПб., 1912; апологетическая статья о П. А. Столыпине)